# ヴェステルボッテン・ミュージアム
座標: 北緯63度49分44秒 東経20度17分19秒 / 北緯63.82889度 東経20.28861度
ヴェステルボッテン・ミュージアム（スウェーデン語: Västerbottens museum）とは、スウェーデンのウメオにあるヴェステルボッテン県の県立博物館である。

## 概要
博物館はガムリーア地区にあり、ヴェステルボッテン県の文化史に関する展示を行っている。この他にガムリーア野外博物館があり、スキー（元スウェーデン・スキー博物館）、漁業や海事（元スウェーデン漁業海事博物館）、ヴェステルボッテン県の民衆運動記録所やサーミ人の野営地などが併設されている。博物館はヴェステルボッテン県の考古学活動なども請け負っている。博物館は四半期ごとに県地区協会の雑誌「ヴェステルボッテン」を発行している。博物館のロゴにはビンデル川の畔のヴァルビーケン（Vargviken、狼谷）にある数千年前のサーミ人の墓地から出土した青銅の輪が使われている。

## ガムリーア野外博物館

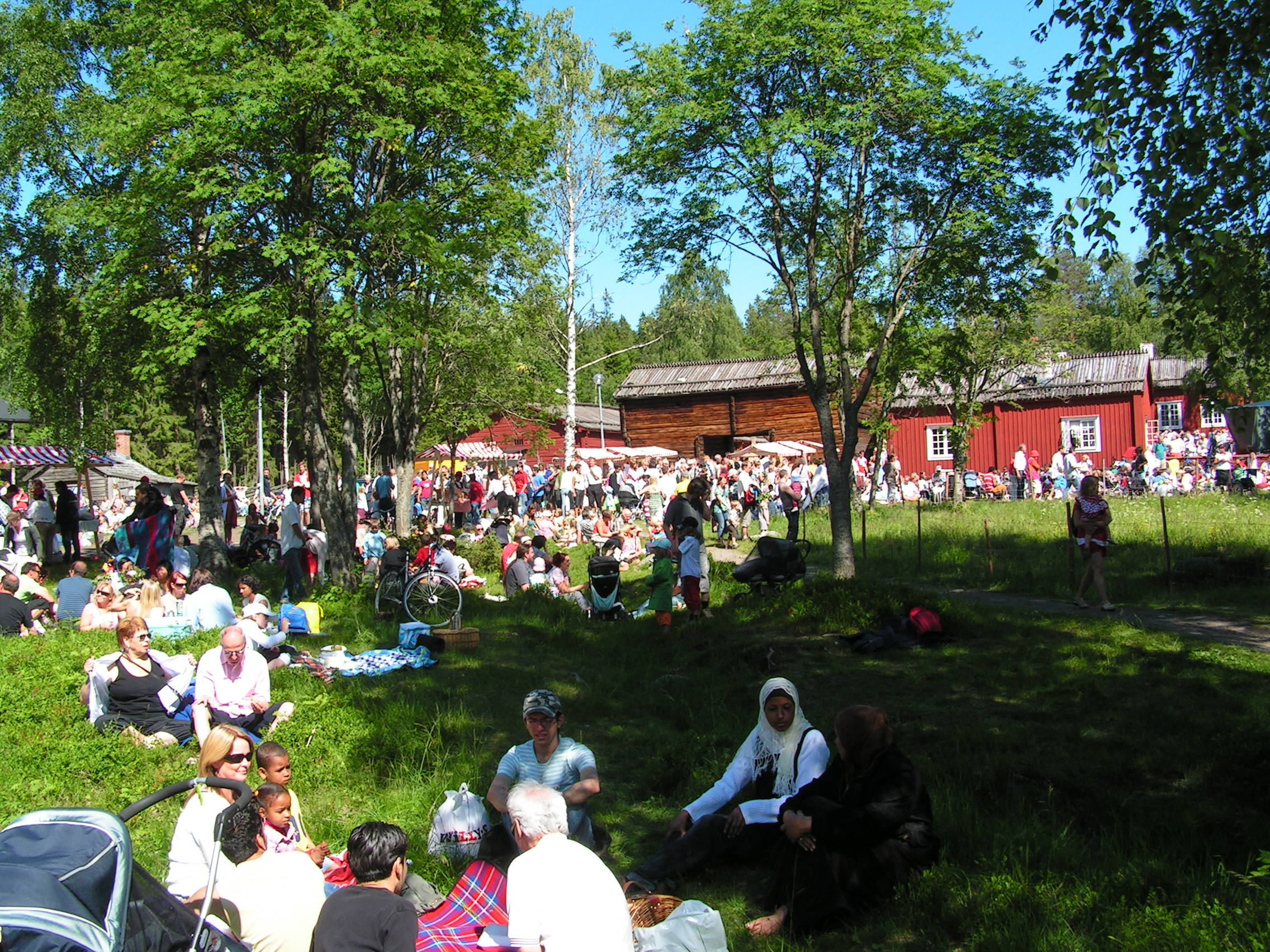
野外博物館の夏至祭

ガムリーアはヴェステルボッテン博物館に併設された野外博物館である。野外博物館には歴史的な建築物があり、ヴェステルボッテンの歴史時代の様子を展示するための活動も行われている。ガムリーアにある建物は県内の様々な場所から集められた物であり、教会や荘園の邸宅（マナー・ハウス）、風車小屋や18世紀の農家、学校や鍛冶屋、サーミ人の野営地などがある。夏の間は馬や牛、羊や豚、鶏などのスウェーデンの在来種の展示も行っている。その他に撹乳器（かくにゅう）でバターを作ったり、トンブレアード（スウェーデンの薄焼きパン）を焼いたり、工芸品を作ったりする昔の日常活動の展示もある。農家の公開展示は6月中旬から8月下旬とクリスマスマーケットの間に行われる。一方、野外エリアは年中公開されている。ガムリーアの名前の由来は、ガムリーアが完成した時に歴史協会が行った名称公募コンテストで優勝した「ガムリー」である。ガムリーとは「den gamla liden」（古い丘陵）の言い換えである。

## 歴史
ヴェステルボッテン県好古家協会は1886年1月の会合で、「古物研究の収蔵庫として、ウメオに博物館を建設する」という決定を下した。最初の博物館は現在のストール通り（Storgatan）のトール街（Thor）にあるウルバーリスカ所有地（Ullbergska property）にあったが、1888年6月25日のウメオの大火災で街の大半が破壊され、南部の収蔵品も完全に破壊された。1901年に博物館は新築されたグラマースクールに移転したが、収蔵品の増加により1911年に港の大型倉庫に移転した。1919年に設立された地方歴史協会は、設立当初からガムリーア地区に博物館を建設する活動を行い、1939年に博物館が完成した。1921～1990年の間に、ヴェステルボッテン県から多くの歴史的な建物が博物館地域に移動した。最初の計画では県北部と南部から農場を1つずつ移転する予定だったが、費用の問題で北部と南部から幾つかの農場を移転して１つの農場にまとめる事になった。スキー博物館は1928年にストックホルムのユールゴーデンにあるフィスカルトールペッツ余暇地区のスキージャンプ塔に出来た。しかし1963年にウメオのスウェーデン・スキー博物館に移転した。スキー博物館の収蔵品の1つは世界で最も古いスキーである。ヴェステルボッテン博物館の主な建物を設計したのは建築家のベングト・ロマラー（Bengt Romare）であり、1943年に作られた。博物館はその後何回か拡張され、1981年には最大の拡張工事が行われてウメオ大学の現代美術博物館「ビルド・ムセアット」が移転して来た。しかし2012年にビルド・ムセアットはウメオ大学芸術キャンパスの新しい建物に移転したので、ヴェステルボッテン博物館は跡地を利用して規模を拡大した。